# Christian Gottlob Höpner
Christian Gottlob Höpner (* 7. November 1799 in Frankenberg; † 26. Oktober 1859 in Dresden; auch Hoepner) war ein deutscher Komponist, Organist und Musikpädagoge.

## Leben und Wirken
Christian Gottlob Höpner wuchs in der Familie eines Webers in Frankenberg bei Chemnitz auf und er eignete sich auf autodidaktischem Wege erste musikalische Kenntnisse an. Im Alter von 14 Jahren konnte er bereits Klavier spielen dadurch, dass er dem Pianoforte-Unterricht zugehört hatte, den sein älterer Bruder erhielt. Als 17-Jähriger wollte Höpner zudem das Orgelspiel erlernen. Gelegenheit dazu fand er nach dem sonntäglichen Gottesdienstbesuch durch Nutzung der Orgel der Frankenberger Kirche. Von dem Lohn, den er nach seiner Ausbildung zum Webergesellen bekam, kaufte Höpner sich musikalische Lehrbücher, übte selbständig an einer Kleinorgel und unternahm Kompositionsversuche. Er legte diese Kompositionen 1824 dem Kantor August Ferdinand Anacker (1790–1854) in Freiberg zur Begutachtung vor. Das Urteil war so aufmunternd, dass Höpner sich 1827 beim Hofkapellmeister Johann Nepomuk Hummel (1778–1837) in Weimar vorstellte, der ihm den Rat gab, sich ganz der Musik zu widmen. Höpner verzog nach Dresden, wo er sich ab 1827 professionell von Johann Gottlob Schneider junior (1789–1864) vier Jahre lang ausbilden ließ, als dieser Organist an der Dresdner Hofkirche war. Es selber war Organist an der Kreuzkirche in Dresden von 1837 bis 1859.

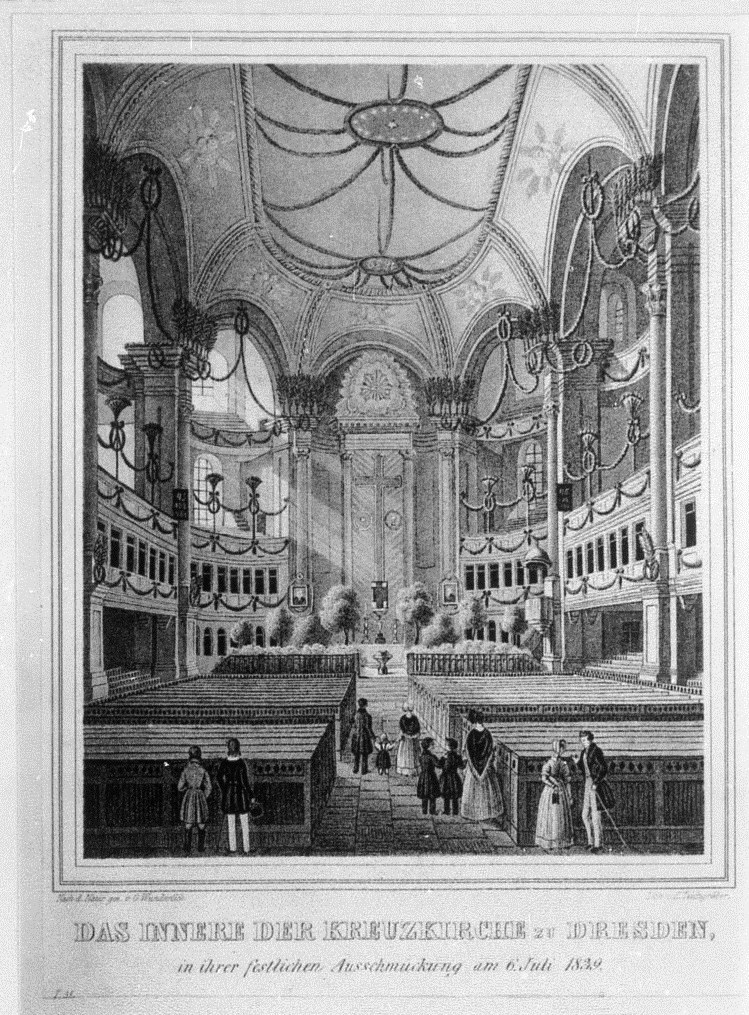
Das Innere der Kreuzkirche Dresden 1839 (Lithographie von Heinrich Wilhelm Teichgräber)

Höpner arbeitete in seinen Mußestunden an der Zeitschrift Neues vollständiges Museum für die Orgel mit. Diese war zur Nutzung für die Aus- und Weiterbildung von Organisten gedacht und wurde von einem „Verein vorzüglicher Orgelkomponisten“ herausgegeben. Die Zeitschrift erschien im Verlag von Friedrich Wilhelm Goedsche in Meißen. Mit Orgelkompositionen, zum Beispiel mit seiner Komposition „Praeludium et Fuga“, beteiligte sich Höpner um 1847 an einem „Hand- und Musterbuch“, das sowohl für das Studium der Orgelmusik als auch für den kirchlichen Dienstgebrauch gedacht war. Darüber hinaus war die kirchenmusikalische Sammlung für alle Orgelfreunde bestimmt.

### Auffassung des Kreuzorganisten zur „Biegsamkeit des Orgeltones“
Nachdem Höpners Werk „Zehn Adagio im freien Stil für die Orgel komponiert“ im Dresdner Verlag Arnold erschienen und in der Neuen Zeitschrift für Musik vom Rezensenten Oswald Lorenz (1806–1889) unter seinem Pseudonym „Hans Grobgedakt“ besprochen war, entwickelte sich zwischen beiden Komponisten ein öffentlicher Meinungsstreit. Im Mittelpunkt stand die Frage nach der „Biegsamkeit des Orgel-Tons durch den Orgelbauer bzw. Orgelspieler“. Sie wurde vor dem Hintergrund diskutiert, dass das „Crescendo und Decrescendo“ musikalische Mittel seien, „die Andacht zu befördern“.
Unter Bezugnahme auf den Organisten und Musikdirektor Christian Friedrich Gottlieb Wilke (1769–1848) bejahte Höpner die Frage und zitierte diesen in seiner „Gegenrede“ mit der Feststellung: „… der Orgelbau ist jetzt so gestiegen, dass kaum noch mehr als der eine Wunsch übrig ist, dem Orgeltone Biegung geben zu können.“
In der Hauptfrage „Biegsamkeit des Orgeltones“ beim Thema „Orgelton und Orgelspiel“ ergriff der Musikwissenschaftler Eduard Krüger (1807–1885) von Emden aus Partei für Lorenz alias Grobgedakt.

### Beerdigung auf dem Dresdner Trinitatisfriedhof
In der Zeitung Dresdner Nachrichten wurde 1859 zeitnah bekannt gegeben, dass der Organist Höpner in Dresden gestorben war, und in einer weiteren Meldung das Sterbealter sowie die erfolgte Beerdigung auf dem Trinitatisfriedhof mitgeteilt. Als Organist an der Kreuzkirche ist C. G. Höpner letztmals im Dresdner Adressbuch für 1859 eingetragen. Sein Sohn Emil Höpner (1846–1903) wurde ebenfalls Organist und wirkte von 1885 bis 1902 an der Dresdner Kreuzkirche.
Als C. G. Höpners unmittelbarer Nachfolger an der Kreuzkirche wurde der Organist und Komponist Gustav Merkel (1827–1885) ernannt.

### Widmungen
Seinem Lehrer, dem Königlich Sächsischen Hoforganisten Johann Schneider (1789–1864), widmete Höpner die von ihm komponierten Acht Vorspiele mit eingewebten Choralmelodien und zwei Fugen für die Orgel, die 1830 durch den Dresdner Verlag der Meser’schen Kunst- und Musikalien-Handlung veröffentlicht wurden.
Ihm wurde die gleiche Ehre zuteil, als einer seiner Freunde, der Organist Carl Geissler (1802–1869) ihm acht Orgel-Vorspiele verschiedenen Charakters zur Fortbildung für Organisten und zum Gebrauch beim öffentlichen Gottesdienst widmete. Sie erschienen 1838 im Musikverlag Fr. Hofmeister in Leipzig.
Der Musikhistoriker Gotthold Frotscher (1897–1967) würdigte die Choralarbeiten des „Dresdner Kreuzkirchenorganisten Christian Gottlob Hoepner“ und hob bei dessen „freien Stücken“ den „Sinn für getragene Melodik“ hervor.

## Werke (Auswahl)
- Op. 2 Acht Vorspiele und zwei Fugen
- Op. 5 Phantasie Es-Dur
- Op. 9 Einleitung und Fuge für Orgel zu 4 Händen[16]
- Op. 10 Neun ausgeführte Choräle
- Op. 11 Zehn Adagios im freieren Stil
- Op. 12 Sechs Orgelstücke
- Op. 14 34 Orgelstücke
- Op. 19 Vier variierte Choräle zu vier Händen; Op. 19 I „Nun ruhen alle Wälder“
- Op. 20 Adagio A-Dur
- Op. 21 Drei variierte Choräle und zwei Fugen
- Präludium und Fuge A-Moll